# NGC 1485
NGC 1485 este o galaxie spirală situată în constelația Girafa. A fost descoperită în 24 februarie 1886 de către Lewis A. Swift. Se află la o distanță de 18,97 megaparseci de Pământ.